# Priscilla Lawson
Priscilla Lawson (8 de marzo de 1914 – 27 de agosto de 1958) fue una actriz estadounidense conocida sobre todo por su papel como Princesa Aura en la serie cinematográfica de 1936 basada en el cómic de Flash Gordon.  

## Biografía
Su verdadero nombre era Priscilla Shortridge, y nació en Indianápolis, Indiana. Fue modelo profesional en sus primeros años y fue coronada como Miss Miami Beach en 1935. Después consiguió un contrato con Universal Pictures, que le llevó a su papel en el serial de Flash Gordon como la hija del Emperador Ming, la Princesa Aura. El papel le dio a ella una estatus de figura de culto.
Tras Flash Gordon, Priscilla Lawson se casó con el actor Alan Curtis y se unió a las Fuerzas Armadas en la Segunda Guerra Mundial con su nombre de casada. No está documentado, pero se ha dicho que perdió una pierna en un accidente sirviendo en el Women's Army Corps. Otras fuentes dicen que perdió la pierna en un accidente de tráfico en 1937. Lawson y Curtis finalmente se divorciaron, y ella posteriormente regentó una papelería en Los Ángeles. 
Su fallecimiento a los 44 años en Los Ángeles, California, fue resultado de una hemorragia digestiva secundaria a una úlcera péptica. Está enterrada en el Cementerio Live Oak Memorial Park de Los Ángeles.